# Canton de Lyon-IV
 (août 2011).
Si vous disposez d'ouvrages ou d'articles de référence ou si vous connaissez des sites web de qualité traitant du thème abordé ici, merci de compléter l'article en donnant les références utiles à sa vérifiabilité et en les liant à la section « Notes et références ».
Le canton de Lyon-IV est une ancienne division administrative française, située dans le département du Rhône en région Rhône-Alpes.

## Composition
Le canton de Lyon-IV correspondait entièrement au 9e arrondissement de Lyon.

## Histoire
Le canton de Lyon-5 est renommé Lyon-IV par le décret du 28 février 2000.
Il disparaît le 1er janvier 2015 avec la création de la métropole de Lyon.

## Représentation

### Conseillers généraux de 1833 à 2015
| Période                                  | Période       | Identité                            | Étiquette            | Qualité |
| ---------------------------------------- | ------------- | ----------------------------------- | -------------------- | --- |
| Les données manquantes sont à compléter. |               |                                     |                      | |
| 1833                                     | 1848          | Jean-Claude Fulchiron               | Conservateur         | Propriétaire à Paris et à Lyon, député (1831-1845) Membre du Conseil Général des manufactures Pair de France (1845-1848) |
| 1848                                     | 1852          | Marie Alphonse Morellet (1809-1875) |                      | Avocat à Lyon |
| 1852                                     | 1856          | Prosper Mouraud                     | Droite               | Propriétaire, entrepreneur de travaux publics à Lyon Député (1848-1849)                                                  |
| 1856                                     | 1864          | Auguste Cabias                      | Majorité dynastique  | Avoué, maire de Lyon Député (1852-1857)                                                                                  |
| 1864                                     | 1879 (décès)  | Jean-Pierre Carlé                   | Républicain          | Rentier Président du Conseil Général (1871-1873)                                                                         |
| 1879                                     | 1886 (décès)  | Jean-Louis Bousquet                 |                      | Ingénieur civil, directeur des usines de Gaz de Prosper de Lachomette Propriétaire à Bas-en-Basset (Haute-Loire)         |
| 1886                                     | 1889          | Pierre Terver (1826-1905)           | Républicain          | Docteur en médecine, maire d'Écully                                                                                      |
| 1889                                     | 1891 (décès), | Pierre Courtois                     | Républicain          | Négociant en vins et spiritueux à Vaise, conseiller d'arrondissement                                                     |
| 1891                                     | 1901          | Henry Fleury-Ravarin                | Républicain          | Chef adjoint de cabinet du ministre du Commerce Jules Siegfried Député (1893-1906)                                       |
| 1901                                     | 1907          | Joannès Marietton                   | Socialiste puis SFIO | Avocat Adjoint au maire de Lyon Député (1906-1914)                                                                       |
| 1907                                     | 1919          | Marius Mermillon                    | Rad.                 | Adjoint au maire de Lyon                                                                                                 |
| 1919                                     | 1925          | Maurice Souillot                    | SFIO puis PC-SFIC    | Comptable, rue Gorge-de-Loup à Lyon-Vaise                                                                                |
| 1925                                     | 1931          | Louis Vernet                        | SFIO                 | Propriétaire rue Tissot à Lyon                                                                                           |
| 1931                                     | 1937          | François Genin (1872-1941)          | Rad.                 | Propriétaire ancien chemin des Mûres à Lyon Adjoint au maire de Lyon                                                     |
| 1937                                     | 1940          | Antoine Guéraud                     | SFIO                 | Expert-comptable, négociant en salaisons, conseiller municipal de Lyon                                                   |
|                                          |               |                                     |                      | |
| 1945                                     | 1951          | Calixta Allégret                    | PCF                  | Ouvrière du textile Conseillère municipale de Lyon                                                                       |
| 1951                                     | 1970          | Charles Vianet                      | RPF puis DVD         | Inspecteur de police Suppléant du député Henri Collomb                                                                   |
| 1970                                     | 1976          | Roger Fenech                        | CD                   | Fonctionnaire des Finances Conseiller municipal de Lyon                                                                  |
| 1976                                     | 2001          | Lucien Durand                       | PS                   | Employé puis géomètre Adjoint au maire du 9e arrondissement de Lyon (1995-2001)                                          |
| 2001                                     | 2014          | Marc Feuillet                       | PS                   | Enseignant Conseiller du 9e arrondissement de Lyon                                                                       |

### Conseillers d'arrondissement (de 1833 à 1940)
| Période                                  | Période           | Identité                                         | Étiquette                           | Qualité |
| ---------------------------------------- | ----------------- | ------------------------------------------------ | ----------------------------------- | --- |
| 1833                                     | 1839              | Antoine Pierre Damour                            |                                     | Chef de bataillon de la Garde nationale, commissionnaire, conseiller municipal de Vaise                     |
| 1839                                     | 1845              | Comte Gabriel de Rivérieulx de Varax (1804-1880) |                                     | Propriétaire rentier à Vaise                                                                                |
| 1845                                     | 1848              | M. Yvan-Monnier                                  |                                     | Adjoint au maire de Vaise                                                                                   |
|                                          |                   |                                                  |                                     | |
| 1877                                     | 1889              | Pierre Courtois                                  | Républicain                         | Négociant en vins et spiritueux à Vaise                                                                     |
| 1889                                     | 1895              | François Marie Imbert (1849-1912)                | Socialiste                          | Menuisier ébéniste, conseiller municipal de Tassin-la-Demi-Lune                                             |
| 1895                                     | 1904              | Georges Linière (1859-1927)                      | Républicain                         | Ingénieur et industriel à Lyon                                                                              |
| 1904                                     | 1919              | Joannès Masset (1864-1931)                       | Parti ouvrier indépendant puis SFIO | Commerçant à Lyon                                                                                           |
| 1919                                     | 1922 (décès)      | Eugène Talloud (1873-1922)                       | SFIO puis PC-SFIC                   | Mécanicien au PLM (révoqué) puis ajusteur, Vaise                                                            |
| 1922                                     | 1923 (annulation) | André Marty                                      | PC-SFIC                             | Mutin de la mer Noire                                                                                       |
| 29 juillet 1923                          | 1928              | Joannès Masset                                   | PC-SFIC puis SFIO                   | Ébéniste, adjoint au maire de Lyon                                                                          |
| 1928                                     | 1934              | Gaston Robert                                    | SFIO                                | Chef d'atelier, Lyon                                                                                        |
| 1934                                     | 1940              | André Février                                    | SFIO                                | Employé PTT, conseiller municipal de Lyon, député (1924-1942), ministre (1937-1938 et 1940)                 |
| 1940                                     |                   |                                                  |                                     | Les conseils d'arrondissement ont été suspendus par la loi du 12 octobre 1940 et n'ont jamais été réactivés |
| Les données manquantes sont à compléter. |                   |                                                  |                                     | |

## Évolution démographique
| 2006   | 2011   | 2012   |
| ------ | ------ | ------ |
| 47 813 | 48 431 | 48 429 |